# Гаурібіданур
Гаурібіданур — населений пункт в Індії, в штаті Карнатака.

## Географія
Гаурібіданур знаходиться на 13,61° пн. ш. і 77,52° сх.д. Його середня висота становить 694 метри.

## Демографія
За переписом населення 2011 року Гаурібіданур має населення 37 947 осіб. Чоловіки становлять 49,72 % населення, а жінки 50,28 %. Гаурібіданур має середній рівень грамотності 72 %, що вище середнього по країні 59,5 %: письменність чоловіків становить 77 %, а письменність жінок — 67 %. У Гаурібіданурі 11 % населення молодше 6 років.